# From Memory
From Memory è il secondo singolo della cantante sudcoreana Jeon Bo-ram, pubblicato nel 2008 dall'etichetta discografica Jin Entertainment.

## Il disco
Dopo qualche mese dall'uscita di "Lucifer Project Vol. 1 愛", Boram pubblicò il singolo "From Memory" il 14 novembre 2008. La title track, "After That", è stata scritta da suo padre, Jeon Young-rok.

## Tracce
1. After That (그 후론) – 3:33 (testo: Jeon Young-rok)
2. Loving You (Song ver.) – 4:00
3. From Memory – 4:03
4. Loving You (Rap ver.) – 4:18

Durata totale: 15:54